# كلاديس مطر
jahhahaha
كلاديس مطر كاتبة وباحثة ومترجمة عضو في اتحاد الكتاب العرب منذ عام 2002 عضو في جمعية الرواية والقصة

## المؤلفات
- حتى يزهر الصوان: مجموعة قصصية
- فرح عابر: مجموعة قصصية
- رغبة غافية: مجموعة قصصية
- ثورة المخمل: رواية
- خلف حجاب الأنوثة: بحث سوسيولوجي –سيكولوجي عن الأنوثة الوجدانية للمراة العربية المعاصرة
- حب على قياس العالم: مجموعة قصصية مخصصة للمطالعة في مدارس لبنان العامة والخاصة لطلاب المرحلة الإعدادية والثانوية.
- خارج السرب: بحث في مفهوم الفن بالمطلق. مجموعة من المقالات والتأملات في الفن، الحياة والعمل.
- تأخير الغروب - بحث في بنية العقل العربي النسوي: التقديس والتأثيم.
- قانون مريم: رواية.
- مسرحية (مونوراما): الثرثرة الأخيرة للماغوط. مسرحية تتحدث عن واقع العالم العربي اليوم في ظل الثورات.
- ابحاث شعرية ونقدية أخرى وأكثر من عشرين كتاب مترجم من الإنكليزية إلى العربية.

## الأنشطة
حاصلة على العديد من الجوائز المحلية والعربية في القصة والمقالة (جائزة المراة العربية والشرق الأوسط واتحاد الكتاب العرب) ومتفرغة للبحث والتاليف الادبي والامسيات والمحاضرات الدورية في سوريا والبلدان العربية كما تنشر مقالاتها في العديد من المطبوعات التخصصية السورية والعربية وكذلك في الصحف العربية التي تصدر في أميركا. 
شاركت في: 
1. تأبين الشاعر محمد الماغوط بدعوة من جامعة الجنان في طرابلس – لبنان (معرض رشيد كرامي)
2. محاضرة عن الانوثة الوجدانية للمراة العربية بدعوة من اتحاد الكتاب في أبو ظبي.
3. مداخلة عن «الأمن في حوض المتوسط» في الملتقى الدولي لدول حوض البحر البيض المتوسط في الجزائر العاصمة بدعوة من وزارة الثقافة والمكتبة الوطنية الجزائرية.
4. مداخلة بعنوان «العنف المشروع في الذاكرة الشعبية والدراما السينمائية» في الندوة العلمية حول العنف المشروع ضد المراة التي رعتها وحدة البحث والتشرييع في جامعة سوسة في تونس.
5. عام 2009 قدمت الاديبة مطر محاضرة عن الرواية العربية في جامعة كليرمونت ماكينا في لوس انجلس (الولايات المتحدة الأميركية).
6. في 2010 كتبت مجموعة من السكتشات الكوميدية لإذاعة أرابيسك الخاصة مثلها كلا من الفنانين السوريين باسم ياخور ونضال سيجري.
7. في 2011 اصدرت جامعة يال في الولايات المتحدة الأميركية كتاب جامع عن الادب العربي منذ نزول القرآن وإلى هذا اليوم، خصت السيدة مطر بصفحتين منه وذلك في القسم المتعلق بالأدب العربي الحديث والأدباء المعاصرين. وضع هذا الكتاب البروفسور بسام فرنجية رئيس قسم اللغة العربية اليوم في جامعة كليرمونت ماكينا في جنوب كاليفورينا.
8. في 2013، كانت قصة السيدة مطر والتي بعنوان «رسائل حب للسيد دحام بن داوود شديد الاحترام» من ضمن مجموعتها القصصية «فرح عابر»، رسالة لتخرج الفنانة الإيطالية مارتينا بنتنللي من جامعة روما – سابينتزا من قسم الترجمة والدراسات الإنسانية.

## وصلات خارجية
الموقع الرسمي